# Franz von Chossy
Franz von Chossy (* 1979 in München) ist ein deutscher Jazzmusiker (Piano, Komposition).

## Leben und Wirken
Chossy wuchs in München auf; er spielte schon früh Klavier, aber auch Saxophon und legte erste Kompositionen vor. Sein Instrumentalstudium absolvierte er am Conservatorium van Amsterdam 2006 mit Bestnote. Er studierte dann Filmkomposition an der Manhattan School of Music. 
Chossy spielt Jazz mit Einflüssen aus der klassischen Musik; dabei wird „sein hervorragendes und mühelos zwischen den Genres wandelndes Improvisationsgeschick“ hervorgehoben. In seinem Trio arbeitet er mit Clemens van der Feen (Bass) und Paul Wiltgen (Drums). Gemeinsam mit Alex Simu und Sjahin During gründete er 2010 die World-Jazz-Band Arifa. Deren Debütalbum Beyond Babylon erschien im selben Jahr, gefolgt von Anatolian Alchemy 2012; beide Alben wurden in den Niederlanden als „beste Weltmusik-Veröffentlichung des Jahres“ ausgezeichnet und in verschiedenen Fachzeitschriften mit 5 Sternen bewertet. In Zusammenarbeit mit der niederländischen Lyrikerin Abra Bertman und seinem Quintett entstand seine Suite When the World Comes Home. Mit der Flötistin Josephine Bode unterhielt er das Duo SurhaXn. Martin Hafizi holte ihn in sein Half Easy Trio, das auch mit Tamara Lukasheva auftrat. Er ist auch auf Alben von Matik, Sanne van Hek und Pascal Schumacher zu hören und trat mit dem Quintett von Marike van Dijk auf.

## Preise und Auszeichnungen
2004 wurde das Album „Fragments of Before“, das Chossy mit dem Yaniv Nachum Quartet veröffentlichte, von All About Jazz als bestes Modern-Jazz-Album des Jahres herausgestellt. 2006 gewann er mit seinem  Franz von Chossy Trio und als Solist die Dutch Jazz Competition. 2009 belegte er beim Wettbewerb Parmigiani Jazz Solo Piano Competition des Montreux Jazz Festival den zweiten Platz.

## Diskographische Hinweise
- Franz von Chossy Trio Awakening (Jazz Impuls, 2007, mit Flin van Hemmen, Sean Fasciani)
- Franz von Chossy Trio Pendulum (Etcetera Records, 2010, mit Clemens van der Feen, Paul Wiltgen)
- Franz von Chossy Quintet When the World Comes Home (Jazz Sick Records, 2012, mit Alex Simu, Jeffrey Bruinsma, Jörg Brinkmann, Yonga Sun)